# Reallexikon der Assyriologie und Vorderasiatischen Archäologie

Reallexikon der Assyriologie und Vorderasiatischen Archäologie (RlA), anciennement Reallexikon der Assyriologie, est une encyclopédie multilingue (anglais, allemand et français) consacrée au Proche-Orient ancien.  
La revue a été fondée par Bruno Meissner en 1922, réformée en 1966 par l'éditeur Ruth Opificius et publiée par Wolfram von Soden. De 1972 à 2004, elle est éditée par Dietz-Otto Edzard, et, à partir de 2005, par Michael P. Streck. 
Quelque 585 auteurs de nombreux pays différents ont participé au projet. Au total, 14 volumes et deux numéros du dernier volume ont été publiés jusqu'en 2017. Les derniers numéros du quinzième volume sont publiés fin 2017, en achèvement du projet initial. 